# Попільнянська селищна рада
Попі́льнянська се́лищна ра́да — орган місцевого самоврядування Попільнянської селищної територіальної громади Житомирського району Житомирської області з розміщенням в селищі міського типу Попільня.

## Склад ради

### VIII скликання
Рада складається з 26 депутатів та голови.
25 жовтня 2020 року, на чергових місцевих виборах, обрано 26 депутатів ради, з них (за суб'єктами висування): «Пропозиція» та Всеукраїнське об'єднання «Батьківщина» — по 6, «Наш край», «Сила і честь», «Слуга народу» та «Європейська Солідарність» — по 3, «За майбутнє» — 2.
Головою громади обрали позапартійного висуванця «Пропозиції» Олега Можарівського, чинного Попільнянського селищного голову.

### Перший склад ради громади (2016р.)
Рада складалася з 26 депутатів та голови.
Перші вибори депутатів ради громади та Попільнянського селищного голови відбулись 18 грудня 2016 року. До ради було обрано 26 депутатів: 15 представників Всеукраїнського об'єднання «Батьківщина» та 11 самовисуванців.
Головою громади обрали позапартійного самовисуванця Олега Можарівського, тодішнього Попільнянського селищного голову.

### VI скликання
За результатами місцевих виборів 2010 року депутатами ради стали:

#### За суб'єктами висування
| Суб'єкт висування                                       | Кількість обраних депутатів | %    |
| ------------------------------------------------------- | --------------------------- | ---- |
| Самовисування                                           | 22                          | 73,3 |
| Політична партія «Сильна Україна»                       | 6                           | 20   |
| Політична партія Всеукраїнське об'єднання «Батьківщина» | 1                           | 3,3  |
| Українська соціал-демократична партія                   | 1                           | 3,3  |

#### За округами
| № округу                                                | Прізвище, ім'я, по батькові          | Дата визнання обраним | Освіта             | Партійна приналежність                        | Відомості про обраного депутата                                                     |
| ------------------------------------------------------- | ------------------------------------ | --------------------- | ------------------ | --------------------------------------------- | ----------------------------------------------------------------------------------- |
| Політична партія Всеукраїнське об'єднання «Батьківщина» |                                      |                       |                    |                                               |                                                                                     |
| 29                                                      | Нагорняк Галина Іванівна             | 03.11.2010            | вища               | член Всеукраїнського об'єднання «Батьківщина» | ДНЗ № 3, завідувачка                                                                |
| Політична партія «Сильна Україна»                       |                                      |                       |                    |                                               |                                                                                     |
| 1                                                       | Колихан Вікторія Василівна           | 03.11.2010            | вища               | член Політичної партії «Сильна Україна»       | приватний підприємець                                                               |
| 10                                                      | Дмитренко Сергій Олександрович       | 03.11.2010            | вища               | член Політичної партії «Сильна Україна»       | приватний підприємець                                                               |
| 20                                                      | Торопов Олександр Володимирович      | 03.11.2010            | середня            | член Політичної партії «Сильна Україна»       | ВАТ"Укртелеком", начальник цеху                                                     |
| 23                                                      | Федорович Олена Володимирівна        | 03.11.2010            | вища               | член Політичної партії «Сильна Україна»       | Попільнянська селищна рада, спеціаліст                                              |
| 24                                                      | Крот Анатолій Сергійович             | 03.11.2010            | середня спеціальна | член Політичної партії «Сильна Україна»       | приватний підприємець                                                               |
| 30                                                      | Адамчук Ростислав Олександрович      | 03.11.2010            | вища               | член Політичної партії «Сильна Україна»       | ПП"Комфортавто", юрист                                                              |
| Українська соціал-демократична партія                   |                                      |                       |                    |                                               |                                                                                     |
| 3                                                       | Мамчур Олександр Васильович          | 03.11.2010            | вища               | член Української соціал-демократичної партії  | Попільнянська ЦРЛ, лікар                                                            |
| Самовисування                                           |                                      |                       |                    |                                               |                                                                                     |
| 2                                                       | Іванченко Зоя Миколаївна             | 03.11.2010            | вища               | позапартійна                                  | Попільнянська селищна рада, секретар                                                |
| 4                                                       | Оленський Сергій Олександрович       | 03.11.2010            | вища               | член Політичної партії «Фронт Змін»           | Редакція газети «Перемоги», керівник                                                |
| 5                                                       | Слободян Юрій Юрійович               | 03.11.2010            | вища               | член Партії регіонів                          | тимчасово не працює                                                                 |
| 6                                                       | Шахрай Валентина Андріївна           | 03.11.2010            | вища               | позапартійна                                  | ДПІ, начальник відділу                                                              |
| 7                                                       | Король Галина Григорівна             | 03.11.2010            | вища               | позапартійна                                  | Попільнянська ЦРЛ, завідувачка клініко-діагностичної лабораторії                    |
| 8                                                       | Соскова Світлана Олександрівна       | 03.11.2010            | вища               | позапартійна                                  | приватний підприємець                                                               |
| 9                                                       | Бердичевський Володимир Анатолійович | 03.11.2010            | вища               | позапартійний                                 | приватний підприємець                                                               |
| 11                                                      | Федулєєва Ольга Петрівна             | 03.11.2010            | середня спеціальна | член Партії регіонів                          | продавець                                                                           |
| 12                                                      | Можаровський Микола Олександрович    | 03.11.2010            | вища               | позапартійний                                 | Попільнянська гімназія № 1, вчитель                                                 |
| 13                                                      | Малюк Михайло Михайлович             | 03.11.2010            | середня спеціальна | позапартійний                                 | Попільнянська селищна рада, землевпорядник                                          |
| 14                                                      | Ткачук Олександр Володимирович       | 03.11.2010            | вища               | позапартійний                                 | Попільнянська РДА, архітектор                                                       |
| 15                                                      | Сторожук Володимир Леонідович        | 03.11.2010            | вища               | член Політичної партії «Фронт Змін»           | приватний підприємець                                                               |
| 16                                                      | Адамчук Юрій Васильович              | 03.11.2010            | вища               | член Політичної партії «Фронт Змін»           | УПОК, директор                                                                      |
| 17                                                      | Линдіна Валентина Олександрівна      | 03.11.2010            | вища               | позапартійна                                  | Відділ культури, техпрацівник                                                       |
| 18                                                      | Степанюк Віктор Григорович           | 03.09.2012            | вища               | позапартійний                                 | тимчасово не працює                                                                 |
| 19                                                      | Матвійчук Юрій Анатолійович          | 03.11.2010            | вища               | член Партії регіонів                          | тимчасово не працює                                                                 |
| 21                                                      | Шарандак Володимир Володимирович     | 03.11.2010            | вища               | член Партії регіонів                          | Попільнянська РДА, начальник відділу                                                |
| 22                                                      | Ющук Володимир Миколайович           | 03.11.2010            | вища               | член Політичної партії «Фронт Змін»           | Попільнянська ЦРЛ, лікар                                                            |
| 25                                                      | Жарук Олена Анатоліївна              | 03.11.2010            | вища               | позапартійна                                  | Управління пенсійного фонду в Попільнянському районі, головний спеціаліст-економіст |
| 26                                                      | Антонець Андрій Анатолійович         | 03.11.2010            | вища               | член Партії регіонів                          | приватний підприємець                                                               |
| 27                                                      | Миланич Тамара Володимирівна         | 03.11.2010            | вища               | позапартійна                                  | Державна інспекція захисту рослин Попільнянського району, провідний спеціаліст      |
| 28                                                      | Шипнівський Валерій Миколайович      | 03.11.2010            | середня спеціальна | позапартійний                                 | приватний підприємець                                                               |

### Керівний склад попередніх скликань
| Прізвище, ім'я, по батькові     | Основні відомості                                                                                | Суб'єкт висування                     | Дата обрання | Дата звільнення |
| ------------------------------- | ------------------------------------------------------------------------------------------------ | ------------------------------------- | ------------ | --------------- |
| Ільїна Валентина Миколаївна     | Селищний голова, 1966 року народження, позапартійна                                              |                                       | 26.03.2006   | 31.10.2010      |
| Ковальчук Віктор Юрійович       | Селищний голова, 1957 року народження, освіта вища, член Української соціал-демократичної партії | Українська соціал-демократична партія | 31.10.2010   | 30.10.2015      |
| Можарівський Олег Олександрович | Селищний голова, 1962 року народження, освіта вища, безпартійний                                 | самовисування                         | 30.10.2015   | 18.12.2016      |
| Можарівський Олег Олександрович | Селищний голова, 1962 року народження, освіта вища, безпартійний                                 | самовисування                         | 18.12.2016   | 25.10.2020      |
| Можарівський Олег Олександрович | Селищний голова, 1962 року народження, освіта вища, безпартійний                                 | «Пропозиція»                          | 15.10.2020   |                 |

Примітка: таблиця складена за даними сайту Верховної Ради України

## Історія
Селищну раду було утворено 20 жовтня 1938 року у смт Попільня (після віднесення його до категорії селищ міського типу) Попільнянського району.
Станом на 1 вересня 1946 року та 1 січня 1972 року селищна рада входила до складу Попільнянського району Житомирської області, до складу ради входило смт Попільня.
До 29 грудня 2016 року — адміністративно-територіальна одиниця в Попільнянському районі Житомирської області з територією 4,305 км², населенням 5 987 осіб (станом на 1 січня 2014 року) та підпорядкуванням смт Попільня.

### Населення
Відповідно до результатів перепису населення СРСР, кількість населення ради, станом на 12 січня 1989 року, становила 6 119 осіб.
Станом на 5 грудня 2001 року, відповідно до перепису населення України, кількість мешканців селищної ради становила 6 109 осіб.